# Панорама (Гребен)
Панорама (грч. Πανόραμα) је насељено место у општини Гребен у периферији Западна Македонија, Грчка. Према попису из 2021. године био је 31 становник.
Панорама је 1913. године имала 242 житеља Грка. Село се раније звало Шарган.